# Photoautotrophe
On qualifie de photoautotrophe un organisme autotrophe qui utilise la lumière comme source d'énergie et le CO2 comme source de carbone. Les plantes, les cyanobactéries et les bactéries vertes sulfureuses, sont des organismes photoautotrophes.